# Онбир-Джылга
Онбир-Джылга (кирг. Онбир-Жылга) — село в Чуйском районе Чуйской области Кыргызстана. Входит в состав Онбир-Джылгинского айылного аймака.

## География
Село расположено в центральной части области, к востоку от реки Шамси, на расстоянии приблизительно 14 километров (по прямой) к юго-востоку от города Токмак, административного центра района. Абсолютная высота — 1244 метра над уровнем моря.

## Население
Согласно оценочным данным Национального статистического комитета Кыргызской Республики, численность населения села на начало 2023 года составляла 1839 человек.
| год     | 2009 | 2014 | 2015 | 2020 | 2021 | 2023 |
| ------- | ---- | ---- | ---- | ---- | ---- | ---- |
| человек | 1397 | 1570 | 1614 | 1666 | 1609 | 1839 |